# 福島県道325号湯川大町線
福島県道325号湯川大町線（ふくしまけんどう325ごう ゆかわおおまちせん）は、福島県会津若松市を通る一般県道である。

## 路線概要
- 起点：会津若松市東山町大字湯川字壇の沢
- 終点：会津若松市大町1丁目（神明通り北交差点）
- 総延長：19.092km[1]
  - 実延長：18.924km
- 路線認定年月日：1959年8月31日[2]

一級水系阿賀野川水系湯川上流部を発し、川沿いの東山温泉を経由し会津若松市中心部に至る路線である。

### 冬季交通不能区間
- 東山町大字湯川字壇の沢～東山町大字湯川字家ノ向（延長2.9km）[3]

## 道路施設

### 橋梁
上の橋
- 全長：25.2m
- 幅員：8.0m
- 竣工：1965年[4]

東山町大字湯川字柿妻丁にて一級水系阿賀野川水系湯川を渡る。
上口橋
- 全長：20.8m
- 幅員：8.7m
- 竣工：1988年[4]

東山町大字湯川字柿妻丙にて一級水系阿賀野川水系湯川を渡る。
黒滝橋
- 全長：30.0m
- 幅員：8.0m
- 形式：単径間単純合成鋼鈑桁橋
- 竣工：1984年

東山町大字湯川にて一級水系阿賀野川水系湯川に架かる。1981年度より県単独橋梁整備事業として工事着手された。総事業費は8530万円。
東山七号橋
- 全長：45.0m
- 幅員：7.0m
- 竣工：1981年[4]

東山六号橋
- 全長：72.0m
- 幅員：7.0m
- 竣工：1979年[4]

東山五号橋
- 全長：65.0m
- 幅員：7.0m
- 竣工：1978年[4]

東山四号橋
- 全長：60.0m
- 幅員：7.0m
- 竣工：1978年[4]

東山三号橋
- 全長：42.0m
- 幅員：7.5m
- 竣工：1976年[4]

東山大橋
- 全長：56.0m
- 幅員：7.0m
- 竣工：1976年[4]

東山二号橋
東山一号橋
- 全長：50.0m
- 幅員：7.0m
- 竣工：1975年[4]

東山ダム建設に伴い路線付け替えが行われた区間の橋梁郡であり、東山町大字湯川から東山町大字湯本にかけて、一級水系阿賀野川水系湯川とその支流、ダム湖の入江を渡る。
滝見橋
- 全長：33.48m
  - 主径間：22.5m
- 幅員：7.0（12.0）m
- 形式：上路式RC固定アーチ橋
- 竣工：1986年度

東山町大字湯本にて一級水系阿賀川水系湯川を渡る。東山温泉にあり、景勝地である雨降り滝の直下に位置する。緊急地方道整備事業により架替整備が行われ、長年親しまれてきた旧橋梁と同様の上路式RC固定アーチ橋として建設された。総工費は7300万円。

### トンネル
東山第2トンネル
- 全長：32.7m
- 幅員：5.5（7.5）m
- 工法：上部半断面先進工法
- 竣工：1977年
- 施工：秋山建設

湯川総合開発事業による東山ダム建設に伴う水没区間の付替のために1976年度より着工された。総工費は5800万円。
東山第1トンネル
- 全長：150.0m
- 幅員：5.5（7.5）m
- 工法：上部半断面推進工法
- 竣工：1977年
- 施工：会津土建

湯川総合開発事業による東山ダム建設に伴う水没区間の付替のために1976年度より着工された。総工費は1億4600万円。
東山隧道
- 全長：104.7m
- 幅員：5.5（6.0）m
- 竣工：1964年[7]

## 通過する自治体
- 会津若松市

## 交差する道路
- 福島県道374号東山温泉線（東山町大字石山字院内）
- 福島県道64号会津若松裏磐梯線千石バイパス（千石町）
- 国道118号（国道121号重用区間）・国道252号（大町1丁目（神明通り北交差点） 終点）

## 沿線
- 湯川
  - 雨降滝
- 東山ダム
- 東山温泉
- 東山郵便局
- 会津武家屋敷